# Marnay (Saona i Loara)
Marnay – miejscowość i gmina we Francji, w regionie Burgundia-Franche-Comté, w departamencie Saona i Loara.
Według danych na rok 1990 gminę zamieszkiwało 471 osób, a gęstość zaludnienia wynosiła 93 osoby/km² (wśród 2044 gmin Burgundii Marnay plasuje się na 479. miejscu pod względem liczby ludności, natomiast pod względem powierzchni na miejscu 1233.).